# Заріпов Даніс Зіннурович
Даніс Зіннурович Заріпов (тат. Дани́с Зинну́р улы́ Зари́пов; 26 березня 1981, м. Челябінськ, СРСР) — російський хокеїст, лівий нападник. Виступає за «Ак Барс» (Казань) у Континентальній хокейній лізі. Заслужений майстер спорту Росії (2009).

## Кар'єра
Вихованець хокейної школи «Мечел» (Челябінськ). Виступав за «Мечел» (Челябінськ), «Свіфт-Каррент Бронкос» (ЗХЛ), «Ак Барс» (Казань).
У складі національної збірної Росії учасник зимових Олімпійських ігор 2010 (4 матчі, 2+0), учасник чемпіонатів світу 2006, 2007, 2008, 2009, 2011, 2014 і 2015 (45 матчів, 15+34).
Брат: Марат Заріпов.

## Досягнення
- Чемпіон світу (2008, 2009, 2014), срібний призер (2015), бронзовий призер (2007)
- Чемпіон Росії (2006), срібний призер (2002, 2007), бронзовий призер (2004)
- Володар Кубка Гагаріна (2009, 2010, 2014)
- Володар Кубка європейських чемпіонів (2007)
- Володар Континентального кубка (2008)
- Учасник матчу усіх зірок КХЛ (2009, 2010, 2011, 2014, 2015).

## Нагороди
- Нагороджений медаллю ордена «За заслуги перед Вітчизною» (II ступеня) (2009)[1].

## Допінг
У 2017 відсторонений від змагань до 22 травня 2019 року за позитивний результат на допінг-тест.